# Antoine Charles Horace Vernet

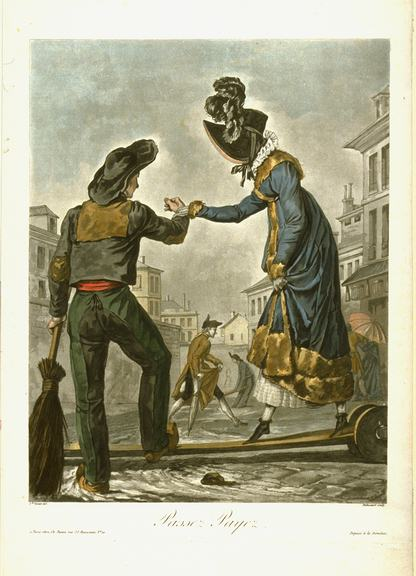
Obraz autorstwa Carla Verneta oraz Louisa Philiberta Debucourta

Antoine Charles Horace Vernet zwany Carlem (ur. 14 sierpnia 1758 w Bordeaux, zm. 17 listopada 1836 w Paryżu) – malarz i litograf francuski, wolnomularz.

## Życiorys
Syn Josepha, ojciec Horace'a. Kształcił się w Rzymie u swego ojca. W roku 1782 został laureatem Prix de Rome. 
Był malarzem Napoleona. Uprawiał głównie malarstwo batalistyczne (bitwy napoleońskie), malował też sceny historyczne, portrety i zwierzęta (szczególnie konie). Stworzył litografie z ówczesnego życia towarzyskiego (polowania, wyścigi, przejażdżki). Z dzieł malarskich na szczególną uwagę zasługują: Incroyables, Merveilleuses oraz Śmierć Hipolita. Przedstawił też sceny batalistyczne np. Poranek w Austerlitz oraz karykatury.